# Пембертон (Міннесота)
Пембертон (англ. Pemberton) — місто (англ. city) в США, в окрузі Блю-Ерт штату Міннесота. Населення — 229 осіб (2020).

## Географія
Пембертон розташований за координатами 44°0′31″ пн. ш. 93°47′1″ зх. д. / 44.00861° пн. ш. 93.78361° зх. д. (44.008497, -93.783494).  За даними Бюро перепису населення США в 2010 році місто мало площу 0,47 км², уся площа — суходіл.

## Демографія
Згідно з переписом 2010 року, у місті мешкало 247 осіб у 91 домогосподарстві у складі 68 родин. Густота населення становила 528 осіб/км².  Було 98 помешкань (209/км²).
Расовий склад населення:
| - 98,0 % — білих - 0,4 % — азіатів - 1,2 % — осіб інших рас |

До двох чи більше рас належало 0,4 %. Частка іспаномовних становила 3,2 % від усіх жителів.
За віковим діапазоном населення розподілялося таким чином: 30,8 % — особи молодші 18 років, 59,9 % — особи у віці 18—64 років, 9,3 % — особи у віці 65 років та старші. Медіана віку мешканця становила 33,4 року. На 100 осіб жіночої статі у місті припадало 90,0 чоловіків;  на 100 жінок у віці від 18 років та старших — 92,1 чоловіків також старших 18 років.
Середній дохід на одне домашнє господарство  становив 61 885 доларів США (медіана — 55 417), а середній дохід на одну сім'ю — 71 331 долар (медіана — 76 250). Медіана доходів становила 48 750 доларів для чоловіків та 35 833 долари для жінок. За межею бідності перебувало 19,3 % осіб, у тому числі 30,3 % дітей у віці до 18 років та 0,0 % осіб у віці 65 років та старших.
Цивільне працевлаштоване населення становило 143 особи. Основні галузі зайнятості: виробництво — 25,2 %, освіта, охорона здоров'я та соціальна допомога — 25,2 %, роздрібна торгівля — 13,3 %, науковці, спеціалісти, менеджери — 8,4 %.